# Ribeira de Soaz
Ribeira de Soaz é a designação de um antigo concelho de Portugal, localizado nos actuais municípios de Vieira do Minho, Póvoa de Lanhoso e Terras de Bouro. Teve foral em 1515 e foi suprimido em 1834. A sede municipal era na actual freguesia da Caniçada, onde existem os vestígios da Casa da Câmara e do Pelourinho, símbolos da sua anterior dignidade.
O município era constituído pelas freguesias de Vilar da Veiga, Frades, Friande, Caniçada, Cova, Louredo, Salamonde, Soengas e Ventosa. De acordo com o recenseamento de 1801, tinha 2 965 habitantes.
No tempo de D. João I de Portugal o seu senhorio pertencia a João Gomes da Silva,

## Cronologia
- 1515 - D. Manuel I concede foral a Ribeira de Soaz
- 1834 - extinção do Município de Ribeira de Soaz[2][3]